# Skakun dwuplamek
Skakun dwuplamek (Tetrix bipunctata) – euroazjatycki gatunek owada prostoskrzydłego z rodziny skakunowatych (Tetrigidae). Osiąga długość do około 10 mm. W Polsce jest gatunkiem szeroko rozprzestrzenionym, występującym na obszarze całego kraju, poza Beskidem Wschodnim.